# ليزا روبرتسون
ليزا روبرتسون (بالإنجليزية: Lisa Robertson) هي مجدفة كندية، ولدت في 13 أكتوبر 1961 في فيكتوريا في كندا.

## وصلات خارجية
- ليزا روبرتسون على موقع الاتحاد الدولي للتجديف (الإنجليزية)
- ليزا روبرتسون على موقع اللجنة الأولمبية الدولية (الإنجليزية)
- ليزا روبرتسون على موقع أوليمبيديا (الإنجليزية)
- ليزا روبرتسون على موقع اللجنة الأولمبية الكندية (الإنجليزية)